# Le Blanc d'Eyenga
Pour plus de détails, voir Fiche technique et Distribution.
Le Blanc d'Eyenga est un film camerounais écrit, produit et réalisé par Thierry Ntamack, sorti en novembre 2012.

## Synopsis
La jeune Eyenga est une Camerounaise issue d'une famille pauvre du quartier Mboamanga, à Kribi. Comme beaucoup de jeunes filles de son époque, elle se rend dans un cybercafé avec pour seul but de se trouver un Blanc qui deviendra son époux. Encouragé par Molla, le propriétaire du cybercafé, la jeune fille réussit à trouver « son blanc » dénommé Jean-François Dupont sur Internet. Ce dernier ne tarde pas à programmer son voyage pour le Cameroun, et épouser Eyenga sur le champ dès son arrivée. Le problème, M. Dupont n'a pas en projet d'amener Eyenga en France comme celle-ci le souhaite.

## Distribution
- Jeanne Thérèse Mbenti : Eyenga (Norma) (personnage principal du film)[3],[4].
- André Sureau : Jean-François Dupont (mari d'Eyenga)
- Thierry Ntamack : Molla (propriétaire du cybercafé et ami d'Eyenga)
- Brigitte Massan : Tante Rim (tante d'Eyenga)

## Fiche technique
- Titre original : Le Blanc d'Eyenga
- Réalisation : Thierry Ntamack
- Production : Cinéma au prix d'une bière[5]
- Distribution:  Cinéma au prix d'une bière
- Durée : 80 minutes
- Date de sortie : 2 novembre 2012